# Viimsi (Herrenhaus)

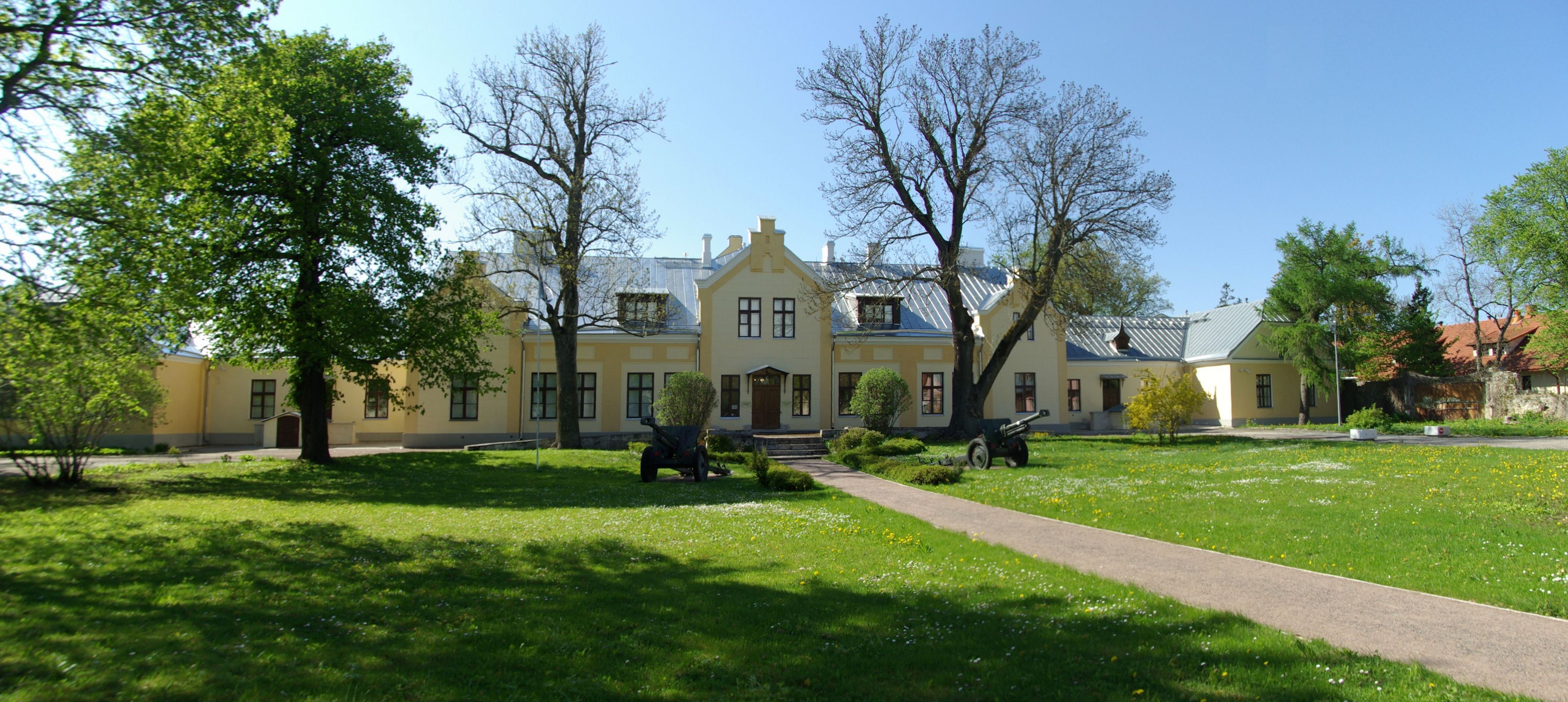
Viimsi mõisahoone

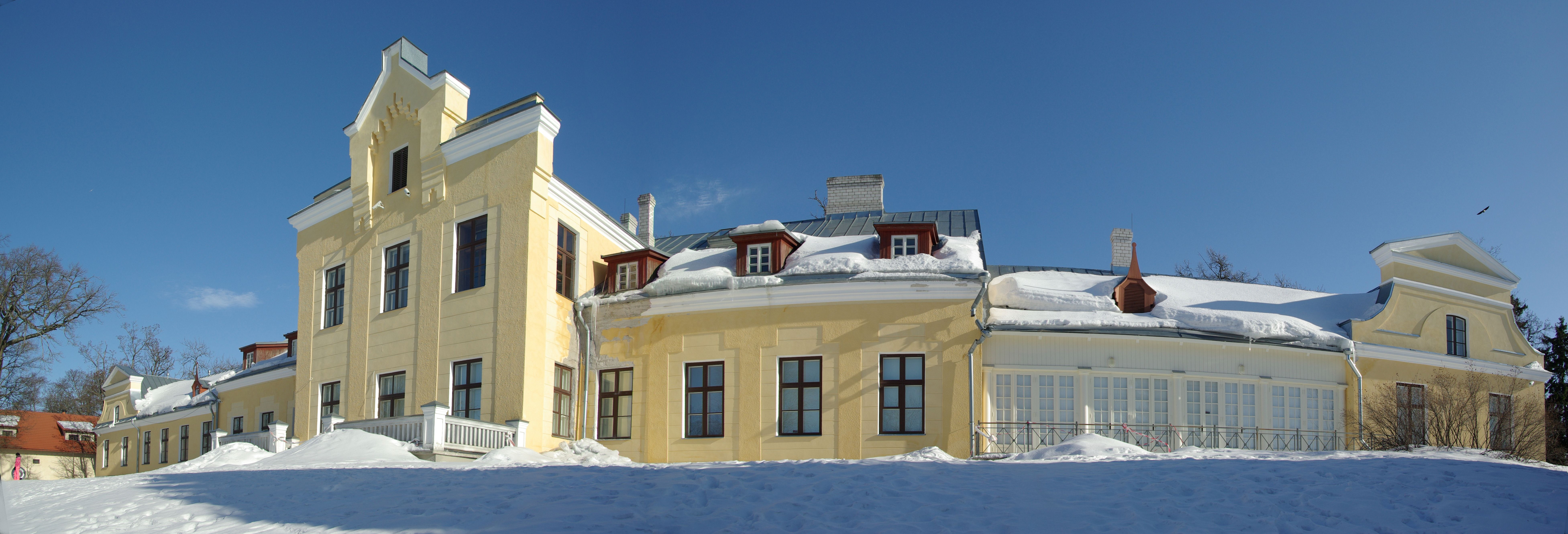
Viimsi mõisahoone tagakülg

Das Viimsi bzw. Wiems (estnisch Viimsi mõis) war ein Rittergut beim Kirchspiel Jõelähtme (deutsch Jegelecht) Kreis Harjumaa in Estland; nach der heutigen Aufteilung gehört das Gut zur Gemeinde Viimsi in Kreis Harju. Es liegt etwa 13 km östlich der Hauptstadt Tallinn.
Das Herrenhaus wurde erstmals 1471 erwähnt. Nach dem Großen Nordischen Krieg befand sich das Herrenhaus von Viimsi in den Händen mehrerer Eigentümer. Im Mittelalter gehörte das Gut dem Brigittenkloster bei Reval. Später gehörte es den Adelsfamilien, wie zum Beispiel von Schleswig-Holstein-Sonderburg-Beck. Das Herrenhaus wurde 1919 verlegt. Während der unabhängigen Republik Estland wurde das Herrenhaus dem estnischen Militärbefehlshaber übergeben, dem er bis 1940 angehörte. Nach dem Zweiten Weltkrieg gehörte das Herz des Herrenhauses der sowjetischen Armee. Heute ist es im Gebäude des Estnischen Kriegsmuseums untergebracht.
Das Herz des Herrenhauses wurde wahrscheinlich im 18. Jahrhundert repräsentativer erbaut. Aus dieser Zeit stammen auch die bis heute erhaltenen Mauern des zentralen Teils des Hauptgebäudes. Das einstöckige Steingebäude bekam seine historizistische Gestalt im 1865, Gleichzeitig wurde das Gebäude an den Enden erheblich länger. Die Rückseite des Hauptgebäudes war einer tiefen Klippe zugewandt, von der aus sich ein Blick auf der Tallinner Bucht öffnete. Heute wird der Meerblick von Bäumen in Viimsi Herrenhaus Park überschattet. Das Hauptgebäude wurde Ende der 1990er und Anfang der 2000er Jahre restauriert.